# Fort Wayne Mad Ants 2016-2017
La stagione 2016-17 dei Fort Wayne Mad Ants fu la 10ª nella NBA D-League per la franchigia.
I Fort Wayne Mad Ants arrivarono secondi nella Central Division con un record di 30-20. Nei play-off persero ai quarti di finale con i Maine Red Claws (2-1).

## Roster
| N° | Naz.                   | Ruolo | Sportivo               | Anno | Alt. | Peso |
| -- | ---------------------- | ----- | ---------------------- | ---- | ---- | ---- |
| 1  | Stati Uniti (bandiera) | G     | Joe Young              | 1992 | 188  | 82   |
| 3  | Stati Uniti (bandiera) | G     | Marquis Teague         | 1993 | 188  | 82   |
| 5  | Stati Uniti (bandiera) | G     | Julyan Stone           | 1988 | 198  | 91   |
| 9  | Stati Uniti (bandiera) | G     | Chris Fowler           | 1993 | 185  | 87   |
| 9  | Stati Uniti (bandiera) | G     | D'Vauntes Smith-Rivera | 1992 | 191  | 99   |
| 11 | Stati Uniti (bandiera) | G     | Trey McKinney-Jones    | 1990 | 196  | 100  |
| 15 | Stati Uniti (bandiera) | G     | Nick Zeisloft          | 1992 | 193  | 95   |
| 17 | Stati Uniti (bandiera) | GA    | Stephan Hicks          | 1992 | 198  | 91   |
| 18 | Stati Uniti (bandiera) | G     | Jordan Loyd            | 1993 | 193  | 95   |
| 20 | Stati Uniti (bandiera) | A     | Georges Niang          | 1993 | 198  | 105  |
| 20 | Stati Uniti (bandiera) | A     | Jarrod Uthoff          | 1993 | 206  | 100  |
| 21 | Stati Uniti (bandiera) | AC    | Tyler Hansbrough       | 1985 | 206  | 113  |
| 21 | Stati Uniti (bandiera) | A     | Christian Watford      | 1991 | 206  | 100  |
| 22 | Stati Uniti (bandiera) | A     | Alex Poythress         | 1993 | 201  | 107  |
| 24 | Stati Uniti (bandiera) | G     | Travis Leslie          | 1990 | 193  | 93   |
| 25 | Stati Uniti (bandiera) | AC    | Rakeem Christmas       | 1991 | 206  | 108  |
| 33 | Stati Uniti (bandiera) | AC    | Anthony Walker         | 1993 | 206  | 102  |
| 34 | Stati Uniti (bandiera) | A     | Victor Nickerson       | 1992 | 203  | 84   |
| 42 | Stati Uniti (bandiera) | A     | Ben Bentil             | 1995 | 206  | 107  |
| 50 | Stati Uniti (bandiera) | C     | Adam Woodbury          | 1994 | 216  | 111  |

## Staff tecnico
- Allenatore: Steve Gansey
- Vice-allenatori: Al Grushkin, Jhared Simpson